# Edward Stanley (4e baron Stanley d'Alderley)
Pour les articles homonymes, voir Edward Stanley.
Edward Lyulph Stanley, 4e baron Sheffield, 4e baron Stanley d'Alderley et 3e baron Eddisbury (16 mai 1839-18 mars 1925) est un pair anglais.

## Biographie
Il est le fils d'Edward Stanley (2e baron Stanley d'Alderley), et d'Henrietta Stanley. Il fait ses études au Collège d'Eton et au Balliol College d'Oxford. 
Il se présente à Oldham, pour les libéraux, aux élections de 1872, 1874, 1880 et 1885. Il n'est élu qu'en 1880 et sert à la Chambre des communes pendant la législature de 1880–1885. Il est nommé conseiller privé en 1910. 
Stanley est membre du London School Board de 1876 à 1885 et également de 1888 à 1896. Il publie Our National Education (1899)  . 

## Famille
Il épouse Mary Katherine Bell, fille de Isaac Lowthian Bell, le 6 février 1873. Ils ont huit enfants :
- Katharine Florence Clementine Stanley (décédée en 1884)
- Henrietta Margaret Stanley (1874–1956), épouse William Edmund Goodenough.
- Arthur Stanley, 5e baron Stanley d'Alderley (1875-1931)
- Edward John Stanley (1878-1908)
- Lieutenant-colonel. Oliver Hugh Stanley (1879-1952)
- Sylvia Laura Stanley (1882–1980), épouse Anthony Morton Henley et est la mère de Rosalind Pitt-Rivers[3],[4]
- Blanche Florence Daphne Stanley (1885–1968), épouse Eric Pearce-Serocold[5].
- Venetia Stanley (en) (1887–1948)